# 小行星7272
小行星7272（英語：7272 Darbydyar）是一颗围绕太阳公转的小行星。1980年2月21日，茲丹卡·瓦弗洛娃在克列特发现了此天体。
这颗小行星的绝对星等为209.1762012267098等。